# زقاق رامن سابورو

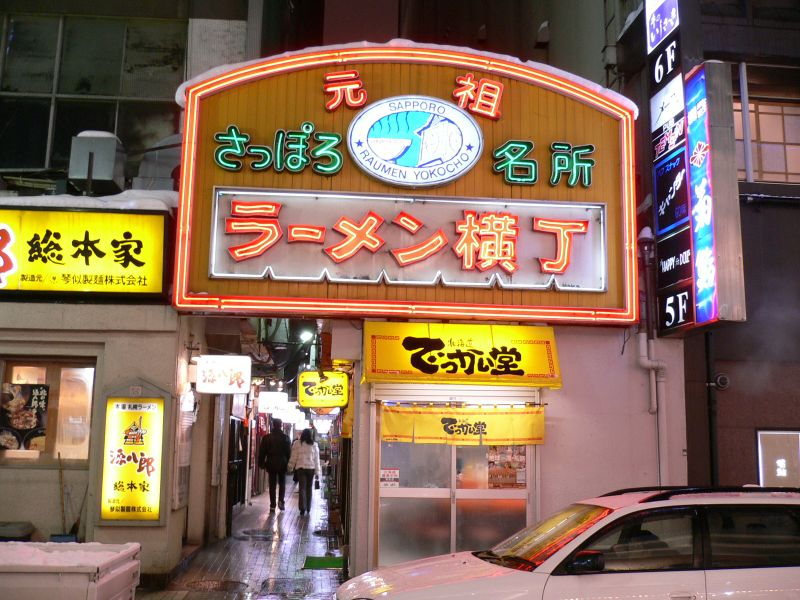
مدخل زقاق غانسو رامن

زقاق رامن سابورو (باليابانية: 札幌ラーメン横丁) هو عبارة عن زقاق يضم مجموعة من المطاعم الشعبية المتخصصة في تقديم حساء الرامن ذو الشعبية الواسعة في اليابان. يقع زقاق الرامن هذا في منطقة سوسوكينو الترفيهية في مدينة سابورو عاصمة جزيرة هوكايدو ثاني أكبر جزر الأرخبيل الياباني. 

## مرافقه
يتألف زقاق رامن سابورو من زقاقين مستقلين هما: غانسو رامن وشين رامن الذي يعرف أيضا باسم زقاق موغورا:
زقاق غانسو رامن
- العنوان: سابورو شي، مينامي كو، مينامي 5 جو، نيشي 3 شوميه، داي4 غرين بيرو.
- سنة الافتتاح: 1971.
- عدد المطاعم: 17.

زقاق شين رامن (زقاق موغورا)
- العنوان: سابورو شي، مينامي كو، مينامي 5 جو، نيشي 3 شوميه، داي4 غرين بيرو.
- سنة الافتتاح: 1976.
- عدد المطاعم: 4.

## تاريخ الزقاق
- سنة 1951: افتتاح مجموعة من مطاعم الرامن تحت اسم «كوراكو رامن ميتينغاي» (باليابانية: 公楽ラーメン名店街) والتي هي اليوم معروفة باسم زقاق رامن سابورو.
- سنة 1969: هدم «كوراكو رامن ميتينغاي» لتوسيع الشارع المطلة عليه وذلك لتحضير مدينة سابورو لإستضافة اللأولومبيات الشتوية في سنة 1972.
- سنة 1971: افتتاح زقاق «غانسو رامن».
- سنة 1976: افتتاح زقاق «شين رامن» (زقاق موغورا).

## كيفية الوصول إلى الزقاق
استقل ميترو انفاق سابورو، خط نانبوكو، لغاية محطة سوسوكينو.

## مواضيع ذات صلة
حساء الرامن

## وصلات خارجية
- الموقع الرسمي لزقاق غانسو رامن